# Travhäst

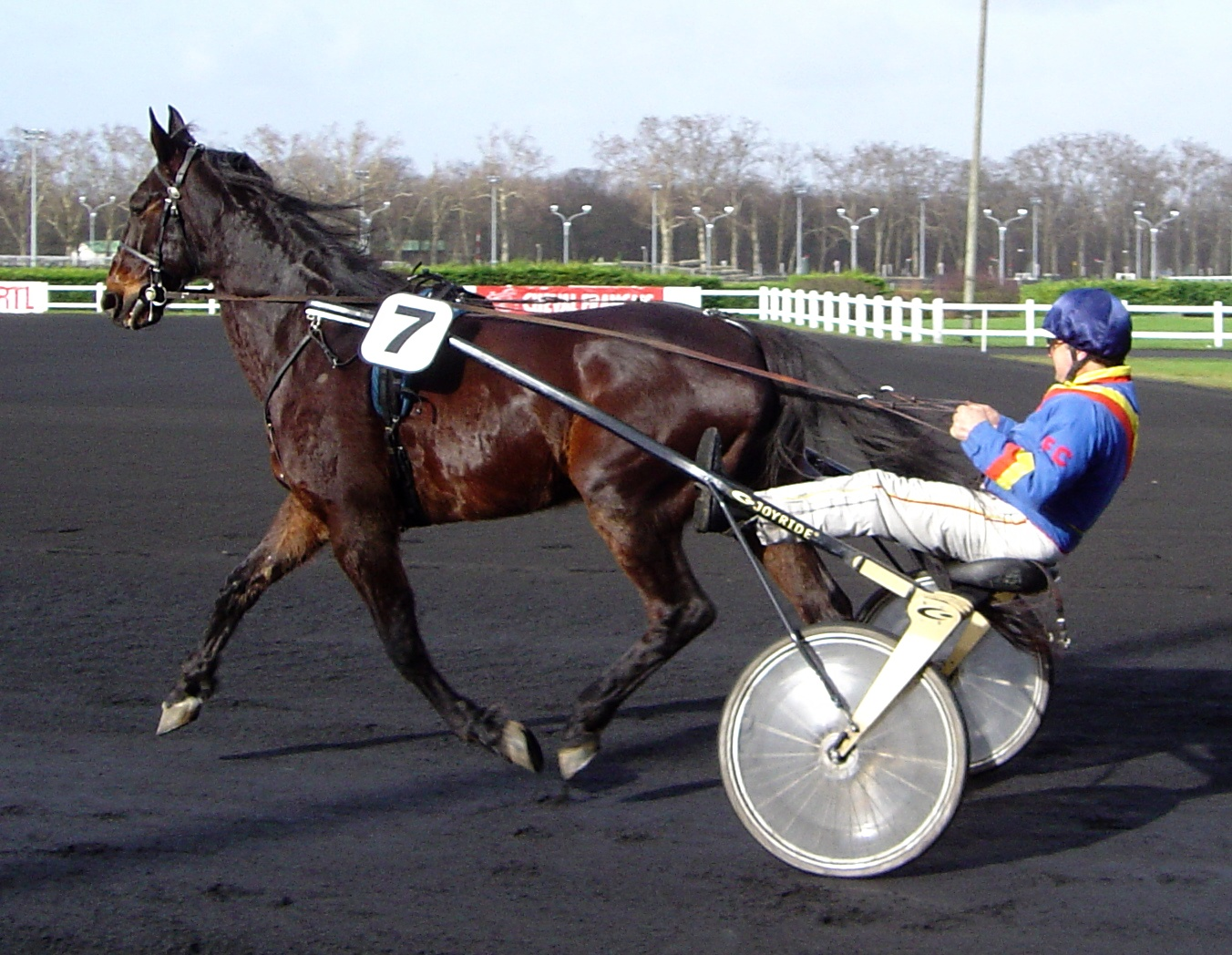
Travhäst med sulky och kusk.

Travhästar eller travare är hästar som används inom travsporten. De flesta travhästar är varmblodshästar, men främst i Skandinavien används också kallblodshästar. Det finns hästraser speciellt framavlade för travsporten, men man använder också avelslinjer av andra raser. Den vanligaste travaren i Sverige är Amerikansk travare eller Standardbred som den även kallas. Även andra länder, i synnerhet Frankrike och Ryssland, har utvecklat sina egna varmblodstravare. 
Ett fält med travhästar i ett lopp kan hålla en standardfart på 55 km/h. Under en spurt kan en travhäst ta 130 steg per minut. 
Inom travsporten där de enda aktuella alternativen är varmblodstravare och kallblodstravare kallas ofta den varmblodiga travaren enbart för varmblod som då inte skall förväxlas med hästrasen Svenskt varmblod.

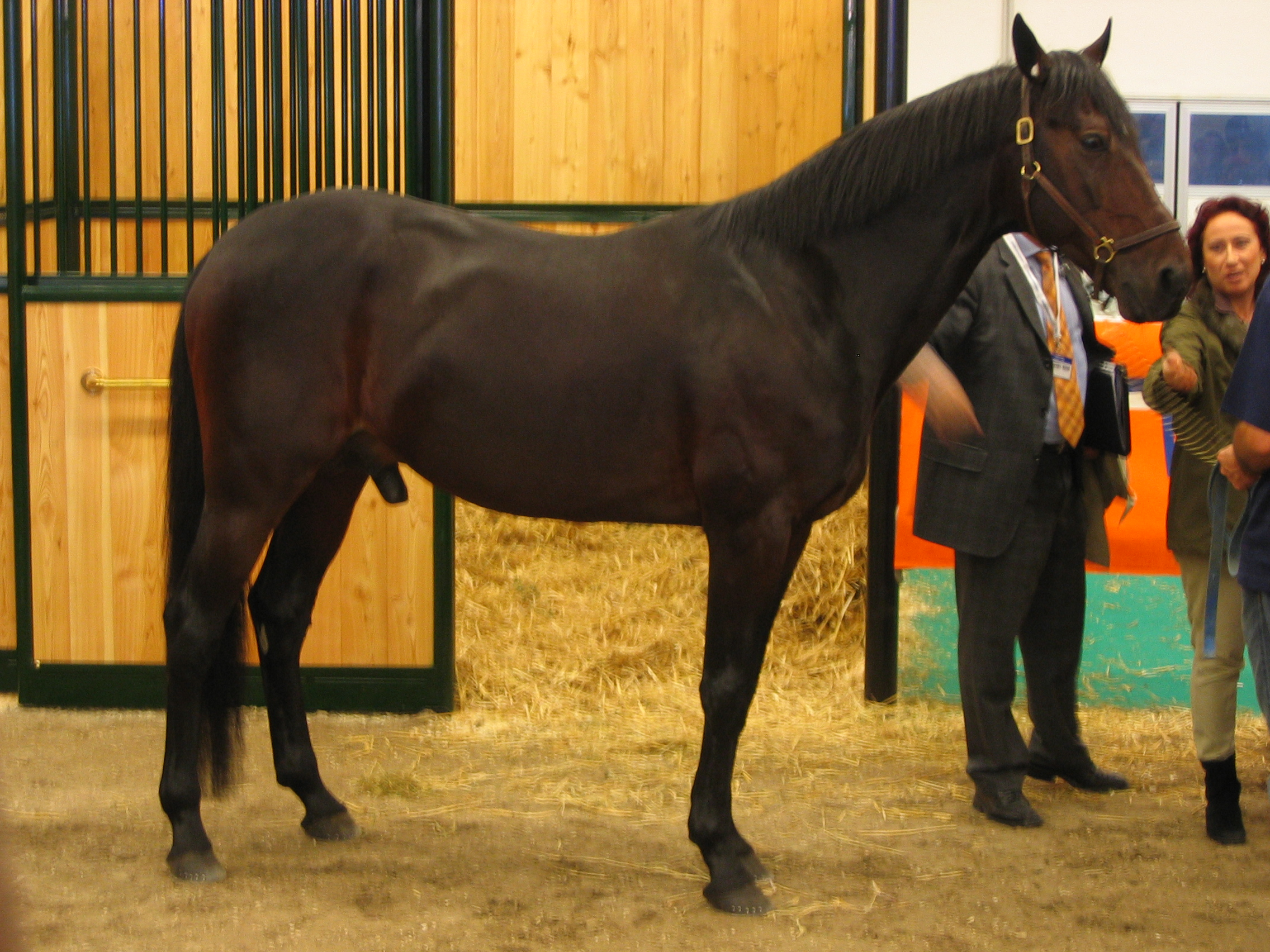
Den varmblodiga travhästen Varenne.

## Travhästavel
Det finns två svenska raser som används inom travet, den svenska varmblodstravaren och kallblodstravaren. Svensk Travsport ansvarar för registrering av varmblodstravare samt deras stambok och delar tillsammans med Det Norske Travselskap ansvar för registrering av kallblodstravare och rasens stambok. Den svenska modellen som används för beräkning av avelsvärden idag utformades under 90-talet, avelsvärden beräknas med den så kallade BLUP-metoden som står för Best Linear Unbiased Prediction. För varmlodstravare inkluderas tävlingsresultat från 3-5 års ålder i form av; antal starter, procent placeringar, akumulerad prissumma, pris per start, bästa km tid samt startstatus (om hästen startat ett lopp eller ej). Dessa egenskaper har en medelhög arvbarhet med undantag för startstatus där arvbarheten är lägre. För kallblodstravare inkluderas tävlingsresultat från 3-6 års i form av; procent placeringar, akumulerad prissumma, bästa km tid samt startstatus.

## Kända travhästar
- Copiad
- Ego Boy
- Idéal du Gazeau
- Ina Scot
- Järvsöfaks
- Legolas
- Nuncio
- Queen L
- Ready Cash
- Varenne
- Victory Tilly
- Commander Crowe
- Nahar
- Face Time Bourbon